# Amorphophallus spectabilis
Amorphophallus spectabilis là một loài thực vật có hoa trong họ Ráy (Araceae). Loài này được (Miq.) Engl. mô tả khoa học đầu tiên năm 1879.